# Phil Fish
 (janvier 2015).
Si vous disposez d'ouvrages ou d'articles de référence ou si vous connaissez des sites web de qualité traitant du thème abordé ici, merci de compléter l'article en donnant les références utiles à sa vérifiabilité et en les liant à la section « Notes et références ».
Pour les articles homonymes, voir Fish et Poisson (homonymie).
Philippe Poisson, dit Phil Fish, né le 1er novembre 1984 à Montréal (Québec), est un développeur de jeux vidéo indépendant canadien.
Formé en game design à l'École des arts numériques, de l'animation et du design, il entame sa carrière chez Ubisoft mais ne se plait pas au sein d'un studio de si grande taille. Après en avoir été licencié, Fish crée en 2008 son propre studio, Polytron,  et y publie en 2012 le jeu Fez, qui obtient un excellent accueil critique et commercial pour un jeu indépendant.
Fish apparaît notamment dans le film documentaire Indie Game: The Movie (2012), qui retrace la genèse de Fez et le succès rencontré à sa sortie.

## Biographie
Philippe Poisson, qui se fait appeler Phil Fish, nait à Montréal en 1984. il est élevé à Québec par ses parents, qui partagent avec lui leurs intérêts pour l'art et le jeu vidéo. Son père traduit The Legend of Zelda en français de manière qu'ils puissent jouer ensemble. Fish cite d'ailleurs ses souvenirs d'enfance comme une inspiration pour Fez. Il étudie la conception de jeux vidéo au Centre national d'animation et de design de Montréal, d'où il sort diplômé en 2004.
Fish commence sa carrière chez Ubisoft, où il travaille d'abord sur le level design de Les Rebelles de la forêt. Enthousiasmé au départ par cet emploi, il déchante vite à cause de la taille des équipes de développement et des conditions de travail. Fish le décrit a posteriori comme la pire expérience de sa vie. Il est plus tard licencié.
Le 24 mai 2006, Fish gagne le prix Artificial Mind and Movement pour la meilleure cinématique pendant la remise à prix annuelle de son école supérieure,. Plus tard la même année, il commence à travailler pour la compagnie éponyme, encore une fois comme concepteur de niveaux. Il travaille sur des jeux vidéo dérivés de film, dont À la croisée des mondes : La Boussole d'or.
Fish est l'un des membres fondateurs de Kokoromi (en), un groupe qui a pour but de promouvoir une autre vision du jeu vidéo par le biais d’expérimentations sur le fond comme sur la forme,.
Il finira par quitter Artificial Mind and Movement aux alentours de 2007 pour fonder Polytron et développer son propre jeu, Fez. Porteur d’un concept fort, ce titre a très vite remporté un vif succès tant auprès des joueurs que de la critique, qui salue l’ingéniosité et la minutie du design. Personnellement, Phil Fish a fait parler de lui à de nombreuses reprises (burnout, critiques acerbes, etc.), jusqu’à provoquer l’inimitié de nombreuses personnalités de l’industrie. En 2013, il décidera de quitter le monde du jeu vidéo et d’annuler Fez 2 à la suite d'une dispute sur Twitter avec Marcus Beer, un journaliste de GameTrailers.
Fish est également connu pour sa contribution à Indie Game: The Movie, notamment avec Jonathan Blow, et pour ses réactions à l'encontre des critiques.